# Juan Núñez III de Lara
Juan Núñez III de Lara (c. 1313/1314/1315 – Burgos, 28 de noviembre de 1350). Fue un magnate y ricohombre castellano, y era hijo de Fernando de la Cerda y de Juana Núñez de Lara.
Fue señor de Lara y señor consorte de Vizcaya por su matrimonio con María Díaz de Haro, que fue señora de Vizcaya y era hija de Juan el Tuerto. Fue además señor de Villafranca, Oropesa, Torrelobatón, Lerma, Paredes de Nava, Castroverde y Aguilar, y desempeñó los cargos de alférez del rey y de mayordomo mayor del rey Alfonso XI de Castilla.
Fue bisnieto de los reyes Alfonso X de Castilla y Luis IX de Francia.

## Orígenes familiares
Era hijo de Fernando de la Cerda y de Juana Núñez de Lara, que anteriormente había estado casada con el infante Enrique de Castilla el Senador, hijo de Fernando III de Castilla. Y era nieto por parte paterna del infante Fernando de la Cerda, hijo de Alfonso X de Castilla, y de Blanca de Francia, hija a su vez del rey Luis IX de Francia. Y por parte materna eran sus abuelos Juan Núñez I de Lara, señor de Lara, y Teresa de Haro.
A pesar de pertenecer al linaje de la Cerda, que era una rama de la Casa Real de Castilla, portó el apellido de la familia de su madre, Núñez de Lara, que se correspondía con el nombre de su señorío. 

## Biografía
A la muerte de su tío, Juan Núñez II de Lara, señor de Lara, que falleció durante las Cortes de Burgos de 1315, se convirtió en señor de la Casa de Lara, a pesar de que su tío, el difunto señor de Lara, había dispuesto en su testamento que todas sus posesiones fueran vendidas y que el producto de su venta fuera destinado a misas por el descanso de su alma. No obstante, los hijosdalgo de Castilla dependientes de la Casa de Lara, no deseando que ésta quedase sin señor, siendo como era uno de los tres casas solariegas primitivas de Castilla, solicitaron al rey que nombrase a Juan Núñez de Lara, a pesar de su corta edad, señor de la Casa de Lara. El rey se mostró conforme y los hijosdalgo reunieron una suma de dinero con la que adquirieron tierras, castillos y villas para el señorío de Lara. En 1326, a los once años de edad, aparece su firma en algunos privilegios rodados. Alfonso XI, rey de Castilla y rey de León en esos momentos, había asumido la mayoría de edad el año anterior, en 1325. En 1327, un año después de la muerte de Juan de Haro, llamado «el Tuerto» señor de Vizcaya y Alférez del rey, que había sido asesinado en Toro por orden de Alfonso XI, Juan Núñez de Lara fue nombrado alférez del rey, y como tal aparece confirmando privilegios desde ese año, figurando el primero entre los ricoshombres.

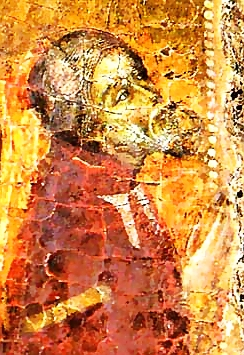
Retrato que se supone representa a Don Juan Manuel, hijo del infante Manuel de Castilla y nieto de Fernando III de Castilla. (Catedral de Murcia).

En 1329, Don Juan Manuel, nieto de Fernando III y uno de los principales magnates castellanos, se hallaba enemistado con Alfonso XI de Castilla, debido a que el rey, que estaba casado con la hija de Don Juan Manuel, la había encerrado en un castillo. Por ello, Don Juan Manuel, deseoso de aliarse con Juan Núñez III de Lara, debido a la riqueza e influencia del señor de Lara, propuso a su suegra, Juana de Lara, madre de Juan Núñez de Lara, que este último contrajese matrimonio con María Díaz de Haro, hija de Juan el Tuerto y de Isabel de Portugal y Manuel. Después de la aprobación del plan matrimonial por su suegra, Don Juan Manuel se comprometió a hacer la guerra al rey de Castilla y León, hasta que este devolviese a María Díaz de Haro las posesiones que habían pertenecido a su padre, Juan de Haro, y de las que el rey se había apoderado, juntamente con el señorío de Vizcaya, después del asesinato de este último en la ciudad de Toro por orden del rey. Concertado el acuerdo, Juan Núñez de Lara y Don Juan Manuel se dirigieron a la ciudad de Bayona, donde se encontraba María Díaz de Haro, que había sido conducida a Francia después del asesinato de su padre por su aya, temiendo las posibles represalias de Alfonso XI de Castilla. En 1331, en la ciudad de Bayona, contrajo matrimonio con María Díaz de Haro, bisnieta de Alfonso X el Sabio y señora de Vizcaya.
Poco después, Don Juan Manuel concertó el casamiento de su hija Constanza con el infante Pedro de Portugal, hijo de Alfonso IV de Portugal, que a la muerte de su padre reinaría en Portugal con el sobrenombre de Pedro I de Portugal. Con ello, Don Juan Manuel obtenía el apoyo del soberano portugués en la alianza que forjaba contra Alfonso XI, a la que pronto se incorporaría el rey de Granada, deseoso de emprender la guerra contra el soberano castellano. En los acuerdos concertados entre el sultán granadino y Don Juan Manuel, este último dejó constancia de que en el pacto de mutua ayuda que ambos sellaban, el magnate se encontraba respaldado por Juan Núñez de Lara, que ponía a disposición de sus aliados sus vasallos y posesiones, con el objetivo de que Alfonso XI devolviese a su esposa las posesiones que le había confiscado.
En 1332, año en que Alfonso XI fue coronado y en que se  instituyó la Orden de la Banda en el reino de Castilla y León, Juan Núñez III de Lara y Don Juan Manuel, mostrando su desavenencia con el rey, no estuvieron presentes en las dos ceremonias, a pesar de que el rey nombró caballeros de la Orden de la Banda a los principales magnates y ricoshombres castellanos. En esa época, tanto Don Juan Manuel como Juan Núñez III de Lara, fortificaban sus posesiones y procuraban enemistar a los servidores del rey y a los miembros de su casa con el soberano, tales como Juan Martínez de Leyva, quien abandonó su cargo de Camarero mayor en la corte y pasó a ocupar el puesto de mayordomo mayor de Juan Núñez de Lara, a pesar de las rogativas de Alfonso XI. Poco después, Don Juan Manuel y Juan Núñez de Lara comenzaron a hacer la guerra al soberano castellano, Don Juan Manuel desde su castillo de Peñafiel y Juan Núñez de Lara desde la ciudad de Lerma. Por ello, el rey, que se encontraba en la ciudad de Burgos, se trasladó a la ciudad de Valladolid. Poco después, el rey se apoderaba del castillo de Avia, que había sido ocupado por los partidarios de los magnates rebeldes.
En 1333 los musulmanes sitiaron la ciudad de Gibraltar. El rey, que en esos momentos guerreaba contra los dos magnates rebeldes, envió a los maestres de las Órdenes Militares a socorrer Gibraltar, mientras él permanecía en Castilla, entrevistándose con Don Juan Manuel y con Juan Núñez de Lara en Villaumbrales a fin de lograr la paz. No obstante, durante  la entrevista, Juan Martínez de Leyva persuadió a los dos magnates de que la intención del rey era asesinarlos, por lo que ambos magnates se excusaron de asistir a la entrevista que ambos debían mantener con el rey al día siguiente. En vista de la situación, el rey se dirigió a Valladolid, Don Juan Manuel a Peñafiel y Juan Núñez de Lara a Lerma.  Poco después, el rey solicitó la ayuda de los dos magnates, a fin de que ambos acudieran junto con sus mesnadas a socorrer la ciudad de Gibraltar. Don Juan Manuel comunicó al rey que si deseaba su ayuda debería concederle el título de duque, que debían heredar sus descendientes después de su muerte, que le eximiese del pago de cualquier tributo, y que se le permitiese acuñar moneda propia en sus señoríos. Por su parte, Juan Núñez de Lara solicitó al rey que el señorío de Vizcaya fuese devuelto a su esposa, así como todas las villas, posesiones y castillos que habían pertenecido a su suegro, Juan el Tuerto. Alfonso XI demoró la concesión de una respuesta a tales demandas, y, poco después, acudió a entrevistarse con Don Juan Manuel en Peñafiel. A pesar de la buena voluntad inicial, no se alcanzó un acuerdo definitivo entre el magnate rebelde y su soberano. Mientras tanto, las tropas de Juan Núñez de Lara devastaban la Tierra de Campos, al tiempo que el rey era informado de la gravedad de la situación que atravesaban los sitiados en Gibraltar, por lo que Alfonso XI, desistiendo de su propósito de que Juan Núñez de Lara y Don Juan Manuel le acompañasen, se dirigió a Andalucía, pues el reino de Córdoba había sido invadido por el rey de Granada. Mientras tanto, la ciudad de Gibraltar capituló ante los musulmanes y el rey comenzó a sitiarla, aunque hubo de levantar el cerco ante la llegada de las tropas de Granada y Algeciras. Poco después, Juan Alfonso de Haro, señor de los Cameros, que se hallaba enemistado con el rey, se alió con Don Juan Manuel y Juan Núñez de Lara en su lucha común contra Alfonso XI.
En 1334 Don Juan Manuel se entrevistó con Alfonso IV de Aragón, quien le concedió el título de príncipe de Villena, al tiempo que se comprometía a mediar en el conflicto existente entre los magnates castellanos sublevados y su rey, además de concertarse el matrimonio entre el infante Fernando, hijo de Alfonso IV de Aragón, con una hija de Don Juan Manuel. Durante la Cuaresma de 1334, un escudero de Juan Núñez de Lara entregó al rey una carta de su amo, en la que este comunicaba al rey que rompía su vínculo vasallático con él. Enfurecido el rey, ordenó cortar los pies y las manos al portador del mensaje, que fue degollado después. El rey se propuso entonces atacar a Juan Núñez de Lara, a quien consideraba cabeza de la sublevación, encontrándose este último sitiando la localidad de Cuenca de Campos. El rey, después de apoderarse de las localidades de Melgar y Moral de la Reina, se dirigió a Valladolid, a fin de reclutar más tropas. Poco después, se tendieron una serie de emboscadas, dirigidas por el rey desde Burgos, contra Juan Núñez de Lara, que consiguió escapar de todas las celadas. Alfonso XI resolvió entonces apoderarse de las fortalezas del señorío de Vizcaya que seguían manteniéndose fieles a María Díaz II de Haro, esposa de Juan Núñez de Lara. Sitió entonces el rey las fortalezas de Villafranca Montes de Oca y Bustos y se apoderó de la de Peñaventosa, que ordenó demoler. Después de haber sido reconocido como señor de Vizcaya por la mayor parte de los castellanos al mando de las fortalezas de Vizcaya, excepto algunas que, como la Peña de San Juan, mantuvieron su fidelidad a la esposa de Juan Núñez de Lara. Alfonso XI, después de dejar a parte de sus tropas sitiando la Peña de San Juan, regresó a Castilla, donde, en la localidad de Agoncillo, ordenó ejecutar a Juan Alfonso de Haro,señor de los Cameros, debido a los saqueos y desmanes cometidos por él en el reino, por su apoyo a los magnates rebeldes, así como por haberse adueñado de fondos pertenecientes a la Corona. Tras la ejecución en Agoncillo del señor de los Cameros, Alfonso XI sitió la localidad de Herrera, donde se encontraba Juan Núñez de Lara, al tiempo que el soberano ordenaba a Rodrigo Álvarez de las Asturias que cercase la villa de Torrelobatón, donde se encontraba Juana de Lara. Viéndose cercado y sin posibilidad de recibir ayuda de su aliado, Don Juan Manuel, Juan Núñez de Lara se resolvió a concertar la paz con el rey. A fin de poner término a las disputas, se ratificó la posesión de Juan Núñez de Lara sobre el señorío de Vizcaya, al tiempo que Alfonso XI se comprometía a dejar de usar el título de señor de Vizcaya. Juan Núñez de Lara se comprometía a comportarse en el futuro como leal vasallo del rey y a prestarle toda la ayuda que este requiriera. El castillo de Herrera, propiedad de Juan Núñez de Lara, sería demolido. Poco después, Don Juan Manuel concertó la paz con el rey de Castilla y León.
En 1335, hallándose el reino de Castilla y León en guerra contra el reino de Navarra, Alfonso XI ofreció a Juan Núñez de Lara el mando de las tropas que debían participar en la guerra, así como la posesión de varias villas. A pesar de ello, Juan Núñez de Lara, temiendo que el rey desease arrestarle cuando entrase en sus tierras, se negó a acudir en su ayuda. Ese mismo año surgió un nuevo conflicto entre Don Juan Manuel y Alfonso XI, en el que se vio involucrado Juan Núñez de Lara. Algunos años antes se había concertado el matrimonio de Constanza Manuel, hija de Don Juan Manuel, con el infante Pedro de Portugal, hijo de Alfonso IV de Portugal. No obstante, a dicho enlace se oponían los reyes de Castilla y Aragón, pues el infante Pedro de Portugal se hallaba comprometido con Blanca de Castilla, hija del infante Pedro de Castilla y de María de Aragón. Pero, debido a una enfermedad que aquejaba a Blanca de Castilla, ni Alfonso IV de Portugal, ni su hijo Pedro deseaban que se celebrase este matrimonio. Por ello, el rey de Portugal se alió con Don Juan Manuel, con Pedro Fernández de Castro "el de la Guerra", con Juan Núñez de Lara y con Juan Alfonso de Alburquerque, a fin de conseguir que la hija de Don Juan Manuel pudiera ser llevada a Portugal, y al mismo tiempo, los aliados se comprometían a hacer la guerra al rey si no rompía su relación con Leonor de Guzmán, pues con ello ofendía a su legítima esposa, María de Portugal, si no restituía a María Díaz de Haro las posesiones que habían pertenecido a su padre y abuelos, o si atacaba las tierras de cualquiera de los aliados. El rey consiguió apartar de la conjura a Pedro Fernández de Castro y a Juan Alfonso de Alburquerque.

En junio de 1336, el rey sitió la localidad de Lerma, donde se hallaba Juan Núñez de Lara, al tiempo que otros ejércitos suyos sitiaban Torrelobatón, Busto y Villafranca, enviando además a los maestres de las Órdenes de Santiago y Calatrava con sus tropas para que se pusiesen a la vista del castillo de Garcimuñoz, donde se hallaba Don Juan Manuel, a fin de impedir que este socorriese a sus aliados. La villa de Torrelobatón capituló pronto ante las tropas del rey, imponiéndosele la condición de que nunca volviese a poder de Juan Núñez de Lara, quien durante el cerco de la localidad de Lerma, en la que él se hallaba, rompió de nuevo su relación de vasallaje con el rey, obrando de igual modo Alfonso Téllez de Haro, señor de los Cameros, quien comenzó a aclamar al infante Pedro, hijo y heredero de Alfonso XI, como rey de Castilla y León. Al sitio de Lerma acudieron entonces Pedro Fernández de Castro y Juan Alfonso de Haro con tropas a sus órdenes, haciéndose la situación de los sitiados más dificultosa. El rey de Portugal amenazó al rey de Castilla con declararle la guerra si no levantaba el asedio, al tiempo que Don Juan Manuel solicitaba al rey Pedro IV de Aragón que socorriese a los sitiados en Lerma, sin conseguir que el soberano aragonés se involucrase en el conflicto, a pesar de una carta en la que Don Juan Manuel recordaba al rey de Aragón todos los agravios que habían padecido él mismo, Juana de Lara y su hijo, Juan Núñez de Lara. Por otra parte, el rey de Portugal, que había cercado la ciudad de Badajoz, hubo de retirarse a su reino después de la derrota sufrida a manos de las tropas del rey, y sabiendo que un ejército al mando de Pedro Fernández de Castro se dirigía contra él.

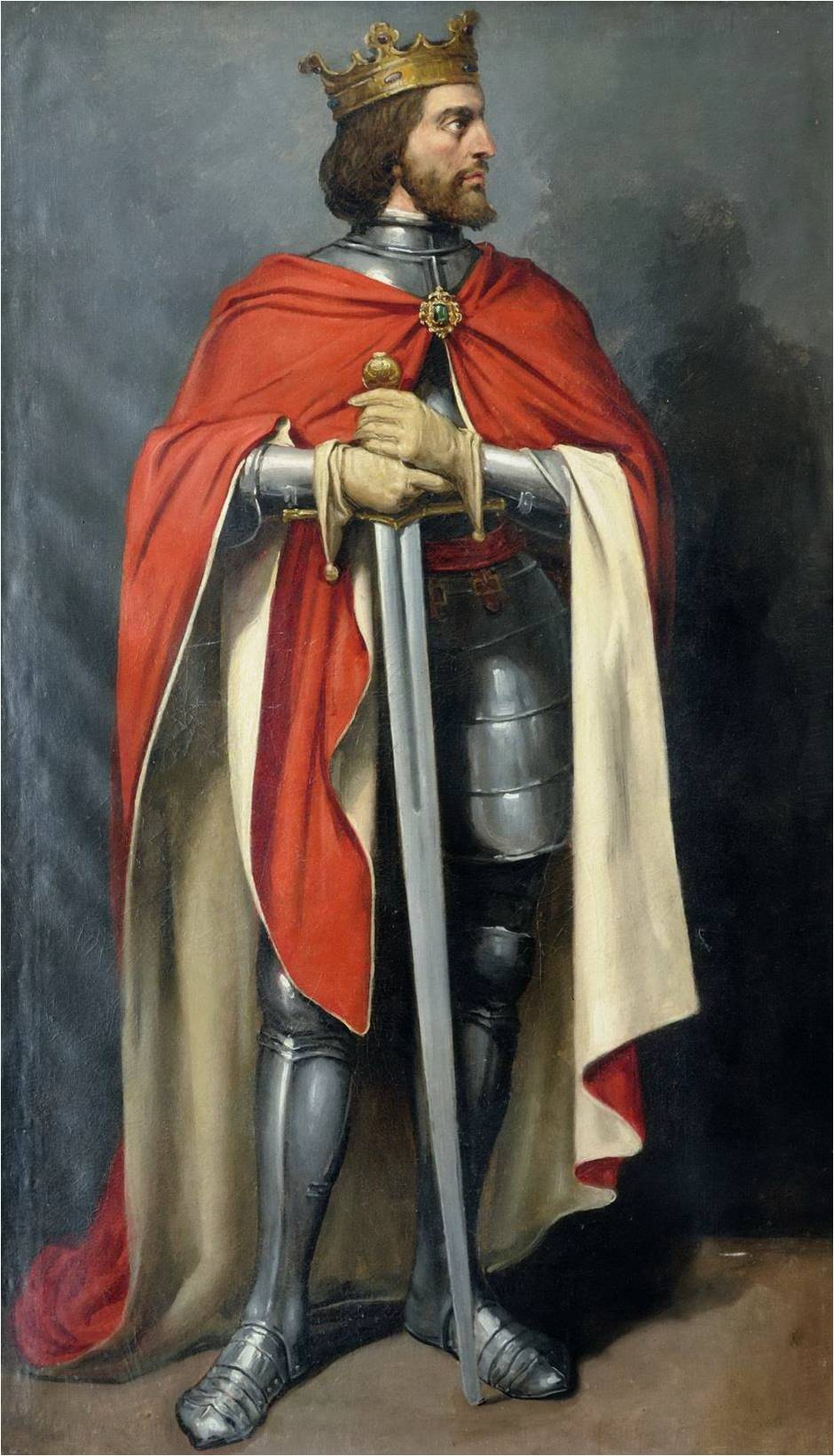
Retrato que representa a Alfonso XI de Castilla.

Juan Núñez de Lara, viéndose cercado y sin posibilidad de recibir socorro, pues Don Juan Manuel había buscado refugio en el reino de Valencia, se avino a negociar la paz con el rey. Se acordó entonces que Juan Núñez de Lara y sus partidarios conservarían todas sus posesiones, que las fortificaciones de Lerma, Busto, Villafranca serían demolidas, y que el señor de Lara no podría fortificar ninguna de sus villas sin el consentimiento del rey, al tiempo que se disponía que, para evitar nuevas rebeliones del señor de Lara, este entregaría como rehenes al rey las fortalezas bajo su mando en el señorío de Vizcaya. Acordadas las paces entre ambos, el rey nombró a Juan Núñez de Lara alférez del rey y le devolvió parte de las tierras de la Corona que habían sido suyas, concediéndole además las villas de Cigales, Villalón de Campos y Moral de la Reina, sin que los muros de estas tres localidades fueran demolidos. En 1337 Don Juan Manuel volvió al servicio del rey y dos años más tarde, en 1339, Juan Núñez de Lara estuvo junto a Alfonso XI en Madrid, donde los embajadores del rey de Aragón comunicaron al soberano castellano que su rey se mostraba dispuesto a ayudarles en su lucha contra los musulmanes del sur de la península ibérica. Ese mismo año, Juan Núñez de Lara fue armado caballero por el rey en Sevilla, armando él a continuación a otros veinte caballeros. En 1339 entró Alfonso XI de Castilla a talar las comarcas de Antequera y Ronda, en poder de los musulmanes, acompañado por Juan Núñez de Lara, así como por Don Juan Manuel y por Alfonso Meléndez de Guzmán, que se encontraban en la retaguardia de la columna cristiana, desde la que derrotaron a los musulmanes que les atacaron. Tras la expedición, el señor de Lara regresó junto al rey a Castilla.
El rey de Marruecos invadió España en 1340, y después de haber derrotado en una batalla naval a la armada del rey, cercó la ciudad de Tarifa. Alfonso XI, solicitó ayuda a los reyes de Aragón y Portugal, acudiendo Alfonso IV de Portugal a la ciudad de Sevilla, donde el rey había dispuesto que se reunieran las tropas. En la Batalla del Salado, librada el 30 de octubre de 1340, Juan Núñez de Lara, que se distinguió en el combate, luchó junto a Don Juan Manuel, el Maestre de la Orden de Santiago y otros ricoshombres en la vanguardia, tomando parte en el triunfo cosechado por las armas cristianas en aquella jornada, en la que fueron derrotados los reyes de Marruecos y Granada, después de haber sufrido numerosas bajas, y siendo además hechos cautivos numerosos musulmanes. En 1341 el rey conquistó la localidad de Alcalá la Real, hallándose presente en el sitio Juan Núñez de Lara, que seguía ostentando el cargo de Alférez del rey. Terminadas las Cortes de Burgos de 1342, en las que estuvo presente Juan Núñez de Lara, Alfonso XI cercó la ciudad de Algeciras, que se hallaba en poder de los musulmanes. En el asedio participaron Juan Núñez de Lara, Don Juan Manuel, Pedro Fernández de Castro, Juan Alfonso de la Cerda, señor de Gibraleón, caballeros de Francia, Inglaterra y Alemania, e incluso el rey Felipe de Évreux, rey consorte de Navarra, que acudió acompañado de 100 caballeros y 300 infantes. En junio de 1342 falleció Pedro Fernández de Castro "el de la Guerra" señor de Lemos y Sarria. El rey repartió sus cargos entre Don Juan Manuel, a quien concedió el Adelantamiento de la Frontera, Juan Núñez de Lara, a quien le correspondió la dignidad de Mayordomo mayor del rey, y, a Fernán Ruiz de Castro, todas las posesiones que habían pertenecido a su difunto padre, así como el título de Pertiguero mayor de Santiago.  En marzo de 1344, 21 meses de asedio, capituló la ciudad de Algeciras.

En 1349, tras pasar varios años retirado en sus posesiones, Juan Núñez de Lara fue convocado por el rey, junto con los otros magnates y ricoshombres, a fin de que tomasen parte en el cerco al que planeaba someter la ciudad de Gibraltar. El señor de Lara tomó parte a continuación en las Cortes de Alcalá de Henares de 1349, en las que se inició la disputa entre las ciudades de Toledo y Burgos por la posesión del primer asiento en las Cortes de Castilla. Alfonso XI zanjó la cuestión pronunciando la frase: “Hable Burgos que Toledo hará lo que yo mandare”. A continuación, el rey se dirigió a Andalucía y puso sitio a Gibraltar, cuya duración se prolongó hasta el año 1350. Desde el año 1340 la peste había invadido Europa, introduciéndose también en el ejército que sitiaba Gibraltar. Los ricoshombres castellanos, entre los que se encontraba Juan Núñez de Lara, suplicaron al rey que ordenase levantar el asedio, pues corría el riesgo de perder la vida si persistía en la empresa. Más, a pesar de las súplicas del señor de Lara, de Fernando Manuel, señor de Villena e hijo del difunto Don Juan Manuel, y de Juan Alfonso de Alburquerque, el rey persistió en su intento de tomar Gibraltar, hasta que falleció en marzo de 1350. Tras la muerte de Alfonso XI, fue proclamado rey su hijo mayor, el infante Pedro, que sería conocido en la historia como Pedro I de Castilla. Juan Núñez de Lara, junto al infante Fernando de Aragón, hijo de Alfonso IV el Benigno, y los otros ricoshombres, ordenaron levantar el asedio de Gibraltar y condujeron el cadáver de Alfonso XI a la ciudad de Sevilla, donde recibió sepultura en la Capilla Real, junto a sus antepasados Fernando III de Castilla y Alfonso X el Sabio, entre otros. Finalizadas las exequias reales de Alfonso XI, el rey Pedro I de Castilla confirmó a Juan Núñez de Lara la posesión de sus cargos de alférez del rey y el de mayordomo mayor.

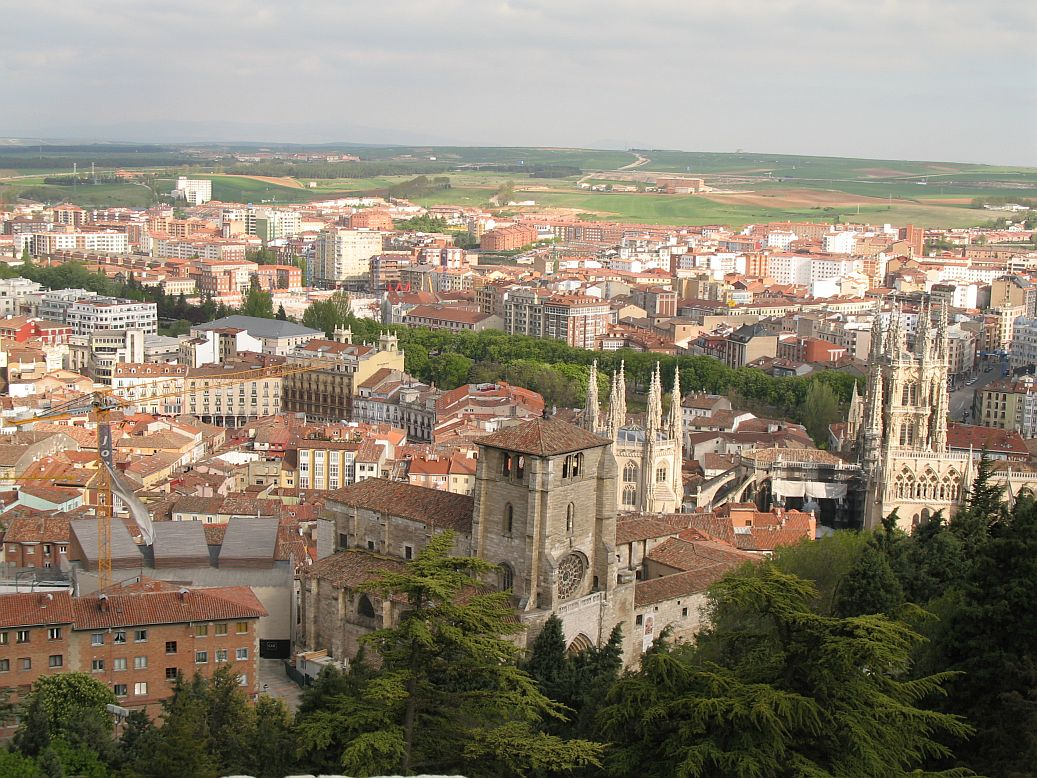
Vista general de la ciudad de Burgos, en la que falleció y fue sepultado Juan Núñez III de Lara.

En el mes de agosto de 1350 enfermó de gravedad el rey Pedro I, y, careciendo el rey de descendencia, se barajaron los nombres de varios candidatos que podrían llegar a sucederle, entre ellos, los del infante Fernando de Aragón, por ser hijo de la reina Leonor de Castilla, hermana del difunto Alfonso XI, así como el nombre de Juan Núñez III de Lara, debido al hecho de ser bisnieto de Alfonso X, rey de Castilla, por lo que, restablecida la salud del rey, Juan Núñez de Lara, con quien el rey se hallaba resentido por haberse propuesto su nombre entre los de los candidatos a sucederle, se retiró a Castilla, donde comenzó a agrupar a sus partidarios a fin de oponerse a la influencia que Juan Alfonso de Alburquerque ejercía sobre el nuevo soberano de Castilla. Y en la Crónica del rey don Pedro se describen del siguiente modo las últimas actuaciones y la muerte de Juan Núñez III de Lara:

Luego que Don Juan Nuñez llegó a Castilla, trató con algunos Caballeros é con algunos de la cibdad de Burgos tales maneras, que si él viviera mas tiempo, non se consintiera que Don Juan Alfonso se apoderase tanto en el regimiento del Rey é del Regno como fizo, é oviera por ello grandes discordias, ca todos los Caballeros de Castilla, ó los mas, tenian con Don Juan Nuñez en esta razón. É a pocos días que llegó dicho Don Juan Núñez a Castilla finó en la cibdad de Burgos domingo veinte é ocho días de noviembre deste año, é allí yace enterrado en el Monesterio de Sant Pablo.

Juan Núñez III de Lara falleció el 28 de noviembre de 1350 en la ciudad de Burgos, cuando contaba aproximadamente con treinta y cinco años de edad.

## Sepultura

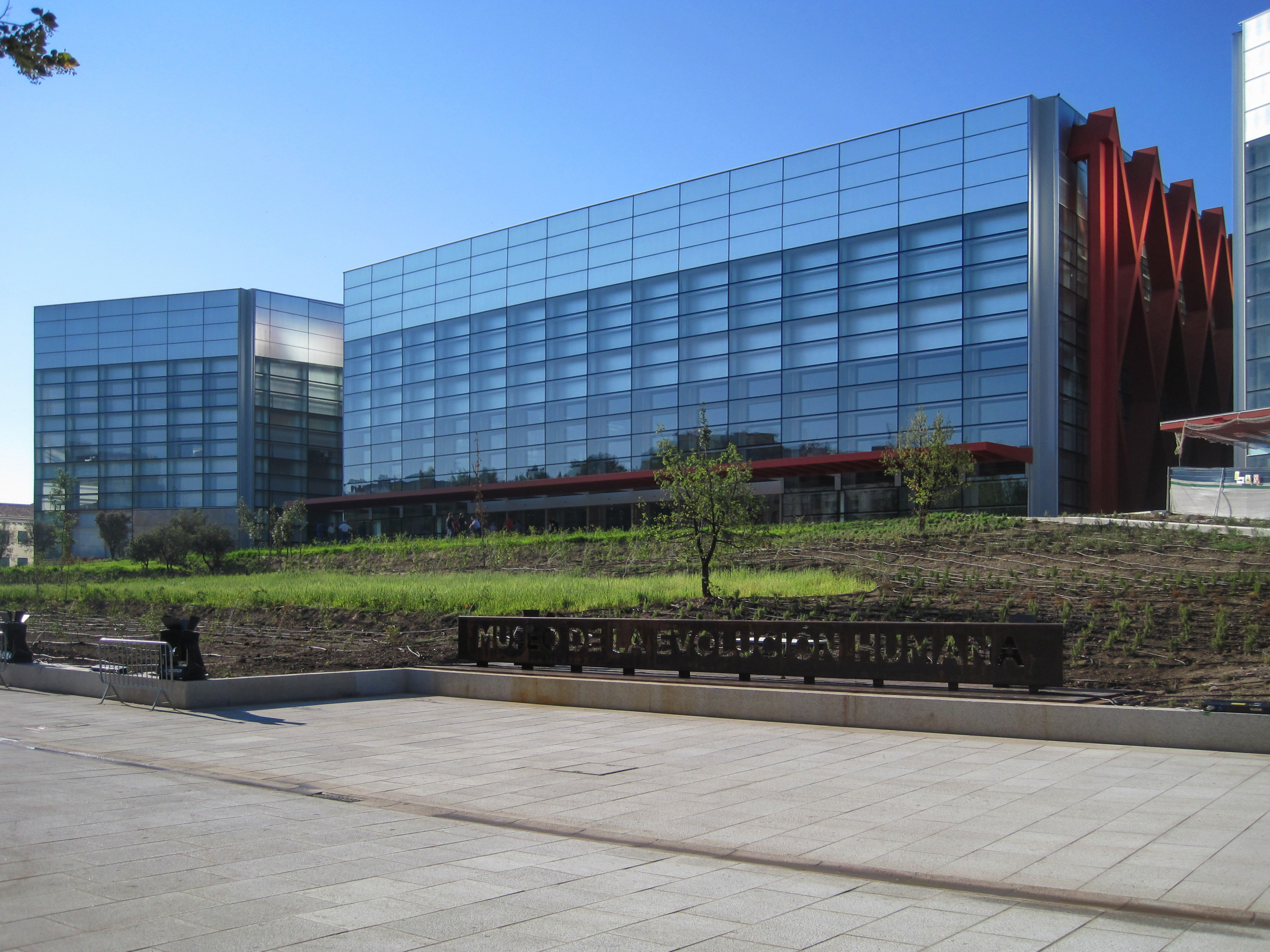
Museo de la Evolución Humana.

Recibió sepultura en el desaparecido convento de San Pablo de Burgos, de la Orden de los dominicos, siendo dicho enterramiento corroborado por los libros conventuales y por numerosos cronistas. Y en el mismo convento recibieron sepultura su padre, Fernando de la Cerda, y casi con toda seguridad su abuelo materno, Juan Núñez I de Lara, que falleció en 1294 en la ciudad de Córdoba.
Tanto Juan Núñez III de Lara como su padre fueron enterrados en la capilla mayor del convento de San Pablo, y sus tumbas estaban situadas ante el altar mayor de la iglesia, y hay constancia de que la tumba del primero estaba decorada con las «armas puras de Lara», como indicó Luis de Salazar y Castro. Y la última noticia que se tiene de esas sepulturas es que cuando en 1776 el presbiterio de la iglesia conventual de San Pablo fue renovado las tumbas se mantuvieron en el mismo lugar que habían ocupado anteriormente.
Sin embargo, nada se ha conservado de esos enterramientos, ya que el convento de San Pablo de Burgos fue saqueado y destruido por las tropas francesas durante la Guerra de la Independencia Española, y posteriormente, las ruinas del edificio que aún se mantenían en pie fueron demolidas por el ejército español alrededor del año 1870 para construir un cuartel. Y en el solar que ocupaba el convento dominico se alza en la actualidad el Museo de la Evolución Humana.

## Matrimonio y descendencia
Contrajo matrimonio en la ciudad de Bayona en 1331 con María Díaz de Haro, señora de Vizcaya, e hija de Juan el Tuerto, señor de Vizcaya, y de Isabel de Portugal y Manuel, y fruto de su matrimonio nacieron cuatro hijos: 
- Juana de Lara (1333–1359), señora de Lara y de Vizcaya, contrajo matrimonio con Tello de Castilla, hijo natural del rey Alfonso XI, I señor de Aguilar de Campoo y desde la muerte de su cuñado señor de Vizcaya y Lara.
- Lope Díaz de Haro (c. 1337–1350). Falleció en la infancia.
- Isabel de Lara (c. 1335–1361), señora de Lara y de Vizcaya, contrajo matrimonio en 1354 con el infante Juan de Aragón, hijo de Alfonso IV de Aragón. Su esposo fue asesinado por orden de Pedro I de Castilla en 1358, y ella lo fue tres años después, en 1361.
- Nuño Díaz de Haro (1348–1352). Heredó los señoríos de Lara y de Vizcaya a la muerte de su padre.

De su relación extramatrimonial con Mayor de Leguizamón, hija de Juan, señor de Leguizamón, y de su esposa Elvira de Zamudio, nacieron dos hijos:
- Pedro de Lara (1348–1384). Conde de Mayorga.
- Diego de Lara.

## Ancestros
| \| \| \| \| \| \| \| \| \| \| \| \| \| \| \| \| \| \| \| \| 16. Rey San Fernando III \| \| \| \| \| \| \| \| \| \| \| \| \| \| \| \| \| \| \| \| \| \| \| \| \| \| \| \| \| \| \| \| \| \| \| \| \| \| \| \| \| \| \| \| \| \| \| \| \| \| \| \| \| \| 8. Rey Alfonso X de Castilla, el Sabio \| \| \| \| \| \| \| \| \| \| \| \| \| \| \| \| \| \| \| \| \| \| \| \| \| \| \| \| \| \| \| \| \| \| \| \| \| \| \| \| \| \| \| \| \| \| \| \| \| \| \| \| \| \| 17. Reina Beatriz de Suabia \| \| \| \| \| \| \| \| \| \| \| \| \| \| \| \| \| \| \| \| \| \| \| \| \| \| \| \| \| \| \| \| \| \| \| \| \| \| \| \| \| \| \| \| \| \| \| \| \| \| \| \| \| \| 4. Infante Fernando de la Cerda \| \| \| \| \| \| \| \| \| \| \| \| \| \| \| \| \| \| \| \| \| \| \| \| \| \| \| \| \| \| \| \| \| \| \| \| \| \| \| \| \| \| \| \| \| \| \| \| \| \| \| \| \| \| 18. Rey Jaime I de Aragón \| \| \| \| \| \| \| \| \| \| \| \| \| \| \| \| \| \| \| \| \| \| \| \| \| \| \| \| \| \| \| \| \| \| \| \| \| \| \| \| \| \| \| \| \| \| \| \| \| \| \| \| \| \| 9. Reina Yolanda de Aragón \| \| \| \| \| \| \| \| \| \| \| \| \| \| \| \| \| \| \| \| \| \| \| \| \| \| \| \| \| \| \| \| \| \| \| \| \| \| \| \| \| \| \| \| \| \| \| \| \| \| \| \| \| \| 19. Reina Yolanda de Hungría \| \| \| \| \| \| \| \| \| \| \| \| \| \| \| \| \| \| \| \| \| \| \| \| \| \| \| \| \| \| \| \| \| \| \| \| \| \| \| \| \| \| \| \| \| \| \| \| \| \| \| \| \| \| 2. Infante Fernando de Castilla \| \| \| \| \| \| \| \| \| \| \| \| \| \| \| \| \| \| \| \| \| \| \| \| \| \| \| \| \| \| \| \| \| \| \| \| \| \| \| \| \| \| \| \| \| \| \| \| \| \| \| \| \| \| 20. Rey Luis VIII de Francia, el Leon \| \| \| \| \| \| \| \| \| \| \| \| \| \| \| \| \| \| \| \| \| \| \| \| \| \| \| \| \| \| \| \| \| \| \| \| \| \| \| \| \| \| \| \| \| \| \| \| \| \| \| \| \| \| 10. Rey San Luis IX de Francia \| \| \| \| \| \| \| \| \| \| \| \| \| \| \| \| \| \| \| \| \| \| \| \| \| \| \| \| \| \| \| \| \| \| \| \| \| \| \| \| \| \| \| \| \| \| \| \| \| \| \| \| \| \| 21. Reina Blanca de Castilla \| \| \| \| \| \| \| \| \| \| \| \| \| \| \| \| \| \| \| \| \| \| \| \| \| \| \| \| \| \| \| \| \| \| \| \| \| \| \| \| \| \| \| \| \| \| \| \| \| \| \| \| \| \| 5. Princesa Blanche de Francia \| \| \| \| \| \| \| \| \| \| \| \| \| \| \| \| \| \| \| \| \| \| \| \| \| \| \| \| \| \| \| \| \| \| \| \| \| \| \| \| \| \| \| \| \| \| \| \| \| \| \| \| \| \| 22. Conde Ramón Berenguer V de Provenza \| \| \| \| \| \| \| \| \| \| \| \| \| \| \| \| \| \| \| \| \| \| \| \| \| \| \| \| \| \| \| \| \| \| \| \| \| \| \| \| \| \| \| \| \| \| \| \| \| \| \| \| \| \| 11. Reina Margarita de Provenza \| \| \| \| \| \| \| \| \| \| \| \| \| \| \| \| \| \| \| \| \| \| \| \| \| \| \| \| \| \| \| \| \| \| \| \| \| \| \| \| \| \| \| \| \| \| \| \| \| \| \| \| \| \| 23. Condesa Beatriz de Saboya \| \| \| \| \| \| \| \| \| \| \| \| \| \| \| \| \| \| \| \| \| \| \| \| \| \| \| \| \| \| \| \| \| \| \| \| \| \| \| \| \| \| \| \| \| \| \| \| \| \| \| \| \| \| 1. Juan Núñez III de Lara \| \| \| \| \| \| \| \| \| \| \| \| \| \| \| \| \| \| \| \| \| \| \| \| \| \| \| \| \| \| \| \| \| \| \| \| \| \| \| \| \| \| \| \| \| \| \| \| \| \| \| \| \| \| 24. Conde Gonzalo Núñez de Lara \| \| \| \| \| \| \| \| \| \| \| \| \| \| \| \| \| \| \| \| \| \| \| \| \| \| \| \| \| \| \| \| \| \| \| \| \| \| \| \| \| \| \| \| \| \| \| \| \| \| \| \| \| \| 12. señor Nuño González de Lara, el Bueno \| \| \| \| \| \| \| \| \| \| \| \| \| \| \| \| \| \| \| \| \| \| \| \| \| \| \| \| \| \| \| \| \| \| \| \| \| \| \| \| \| \| \| \| \| \| \| \| \| \| \| \| \| \| 25. Doña María Díaz de Haro y Azagra \| \| \| \| \| \| \| \| \| \| \| \| \| \| \| \| \| \| \| \| \| \| \| \| \| \| \| \| \| \| \| \| \| \| \| \| \| \| \| \| \| \| \| \| \| \| \| \| \| \| \| \| \| \| 6. Señor Juan Núñez I de Lara \| \| \| \| \| \| \| \| \| \| \| \| \| \| \| \| \| \| \| \| \| \| \| \| \| \| \| \| \| \| \| \| \| \| \| \| \| \| \| \| \| \| \| \| \| \| \| \| \| \| \| \| \| \| 26. Rey Alfonso IX de León \| \| \| \| \| \| \| \| \| \| \| \| \| \| \| \| \| \| \| \| \| \| \| \| \| \| \| \| \| \| \| \| \| \| \| \| \| \| \| \| \| \| \| \| \| \| \| \| \| \| \| \| \| \| 13. Señora Teresa Alfonso de León \| \| \| \| \| \| \| \| \| \| \| \| \| \| \| \| \| \| \| \| \| \| \| \| \| \| \| \| \| \| \| \| \| \| \| \| \| \| \| \| \| \| \| \| \| \| \| \| \| \| \| \| \| \| 27. Doña Aldonza Martínez de Silva \| \| \| \| \| \| \| \| \| \| \| \| \| \| \| \| \| \| \| \| \| \| \| \| \| \| \| \| \| \| \| \| \| \| \| \| \| \| \| \| \| \| \| \| \| \| \| \| \| \| \| \| \| \| 3. Señora Juana Núñez de Lara \| \| \| \| \| \| \| \| \| \| \| \| \| \| \| \| \| \| \| \| \| \| \| \| \| \| \| \| \| \| \| \| \| \| \| \| \| \| \| \| \| \| \| \| \| \| \| \| \| \| \| \| \| \| 28. Lope Díaz II de Haro \| \| \| \| \| \| \| \| \| \| \| \| \| \| \| \| \| \| \| \| \| \| \| \| \| \| \| \| \| \| \| \| \| \| \| \| \| \| \| \| \| \| \| \| \| \| \| \| \| \| \| \| \| \| 14. Señor Diego López III de Haro \| \| \| \| \| \| \| \| \| \| \| \| \| \| \| \| \| \| \| \| \| \| \| \| \| \| \| \| \| \| \| \| \| \| \| \| \| \| \| \| \| \| \| \| \| \| \| \| \| \| \| \| \| \| 29. Urraca Alfonso de León \| \| \| \| \| \| \| \| \| \| \| \| \| \| \| \| \| \| \| \| \| \| \| \| \| \| \| \| \| \| \| \| \| \| \| \| \| \| \| \| \| \| \| \| \| \| \| \| \| \| \| \| \| \| 7. Señora Teresa de Haro \| \| \| \| \| \| \| \| \| \| \| \| \| \| \| \| \| \| \| \| \| \| \| \| \| \| \| \| \| \| \| \| \| \| \| \| \| \| \| \| \| \| \| \| \| \| \| \| \| \| \| \| \| \| 30. Conde Guillermo II de Bearne \| \| \| \| \| \| \| \| \| \| \| \| \| \| \| \| \| \| \| \| \| \| \| \| \| \| \| \| \| \| \| \| \| \| \| \| \| \| \| \| \| \| \| \| \| \| \| \| \| \| \| \| \| \| 15. Princesa Constanza de Bearne \| \| \| \| \| \| \| \| \| \| \| \| \| \| \| \| \| \| \| \| \| \| \| \| \| \| \| \| \| \| \| \| \| \| \| \| \| \| \| \| \| \| \| \| \| \| \| \| \| \| \| \| \| \| 31. Condesa Garsenda de Provenza \| \| \| \| \| \| \| \| \| \| \| \| \| \| \| \| \| \| \| \| \| \| \| \| \| \| \| \| \| \| \| \| \| \| \| \| \| \| \| \| \| \| \| \| \| \| \| \| \| \| \| \| |                                           |  |  |  |  |  |  |  |  |  |  |  |  |  |  |  |
| |                                           |  |  |  |  |  |  |  |  |  |  |  |  |  |  |  |
| | 16. Rey San Fernando III                  |  |  |  |  |  |  |  |  |  |  |  |  |  |  |  |
| |                                           |  |  |  |  |  |  |  |  |  |  |  |  |  |  |  |
| |                                           |  |  |  |  |  |  |  |  |  |  |  |  |  |  |  |
| | 8. Rey Alfonso X de Castilla, el Sabio    |  |  |  |  |  |  |  |  |  |  |  |  |  |  |  |
| |                                           |  |  |  |  |  |  |  |  |  |  |  |  |  |  |  |
| |                                           |  |  |  |  |  |  |  |  |  |  |  |  |  |  |  |
| | 17. Reina Beatriz de Suabia               |  |  |  |  |  |  |  |  |  |  |  |  |  |  |  |
| |                                           |  |  |  |  |  |  |  |  |  |  |  |  |  |  |  |
| |                                           |  |  |  |  |  |  |  |  |  |  |  |  |  |  |  |
| | 4. Infante Fernando de la Cerda           |  |  |  |  |  |  |  |  |  |  |  |  |  |  |  |
| |                                           |  |  |  |  |  |  |  |  |  |  |  |  |  |  |  |
| |                                           |  |  |  |  |  |  |  |  |  |  |  |  |  |  |  |
| | 18. Rey Jaime I de Aragón                 |  |  |  |  |  |  |  |  |  |  |  |  |  |  |  |
| |                                           |  |  |  |  |  |  |  |  |  |  |  |  |  |  |  |
| |                                           |  |  |  |  |  |  |  |  |  |  |  |  |  |  |  |
| | 9. Reina Yolanda de Aragón                |  |  |  |  |  |  |  |  |  |  |  |  |  |  |  |
| |                                           |  |  |  |  |  |  |  |  |  |  |  |  |  |  |  |
| |                                           |  |  |  |  |  |  |  |  |  |  |  |  |  |  |  |
| | 19. Reina Yolanda de Hungría              |  |  |  |  |  |  |  |  |  |  |  |  |  |  |  |
| |                                           |  |  |  |  |  |  |  |  |  |  |  |  |  |  |  |
| |                                           |  |  |  |  |  |  |  |  |  |  |  |  |  |  |  |
| | 2. Infante Fernando de Castilla           |  |  |  |  |  |  |  |  |  |  |  |  |  |  |  |
| |                                           |  |  |  |  |  |  |  |  |  |  |  |  |  |  |  |
| |                                           |  |  |  |  |  |  |  |  |  |  |  |  |  |  |  |
| | 20. Rey Luis VIII de Francia, el Leon     |  |  |  |  |  |  |  |  |  |  |  |  |  |  |  |
| |                                           |  |  |  |  |  |  |  |  |  |  |  |  |  |  |  |
| |                                           |  |  |  |  |  |  |  |  |  |  |  |  |  |  |  |
| | 10. Rey San Luis IX de Francia            |  |  |  |  |  |  |  |  |  |  |  |  |  |  |  |
| |                                           |  |  |  |  |  |  |  |  |  |  |  |  |  |  |  |
| |                                           |  |  |  |  |  |  |  |  |  |  |  |  |  |  |  |
| | 21. Reina Blanca de Castilla              |  |  |  |  |  |  |  |  |  |  |  |  |  |  |  |
| |                                           |  |  |  |  |  |  |  |  |  |  |  |  |  |  |  |
| |                                           |  |  |  |  |  |  |  |  |  |  |  |  |  |  |  |
| | 5. Princesa Blanche de Francia            |  |  |  |  |  |  |  |  |  |  |  |  |  |  |  |
| |                                           |  |  |  |  |  |  |  |  |  |  |  |  |  |  |  |
| |                                           |  |  |  |  |  |  |  |  |  |  |  |  |  |  |  |
| | 22. Conde Ramón Berenguer V de Provenza   |  |  |  |  |  |  |  |  |  |  |  |  |  |  |  |
| |                                           |  |  |  |  |  |  |  |  |  |  |  |  |  |  |  |
| |                                           |  |  |  |  |  |  |  |  |  |  |  |  |  |  |  |
| | 11. Reina Margarita de Provenza           |  |  |  |  |  |  |  |  |  |  |  |  |  |  |  |
| |                                           |  |  |  |  |  |  |  |  |  |  |  |  |  |  |  |
| |                                           |  |  |  |  |  |  |  |  |  |  |  |  |  |  |  |
| | 23. Condesa Beatriz de Saboya             |  |  |  |  |  |  |  |  |  |  |  |  |  |  |  |
| |                                           |  |  |  |  |  |  |  |  |  |  |  |  |  |  |  |
| |                                           |  |  |  |  |  |  |  |  |  |  |  |  |  |  |  |
| | 1. Juan Núñez III de Lara                 |  |  |  |  |  |  |  |  |  |  |  |  |  |  |  |
| |                                           |  |  |  |  |  |  |  |  |  |  |  |  |  |  |  |
| |                                           |  |  |  |  |  |  |  |  |  |  |  |  |  |  |  |
| | 24. Conde Gonzalo Núñez de Lara           |  |  |  |  |  |  |  |  |  |  |  |  |  |  |  |
| |                                           |  |  |  |  |  |  |  |  |  |  |  |  |  |  |  |
| |                                           |  |  |  |  |  |  |  |  |  |  |  |  |  |  |  |
| | 12. señor Nuño González de Lara, el Bueno |  |  |  |  |  |  |  |  |  |  |  |  |  |  |  |
| |                                           |  |  |  |  |  |  |  |  |  |  |  |  |  |  |  |
| |                                           |  |  |  |  |  |  |  |  |  |  |  |  |  |  |  |
| | 25. Doña María Díaz de Haro y Azagra      |  |  |  |  |  |  |  |  |  |  |  |  |  |  |  |
| |                                           |  |  |  |  |  |  |  |  |  |  |  |  |  |  |  |
| |                                           |  |  |  |  |  |  |  |  |  |  |  |  |  |  |  |
| | 6. Señor Juan Núñez I de Lara             |  |  |  |  |  |  |  |  |  |  |  |  |  |  |  |
| |                                           |  |  |  |  |  |  |  |  |  |  |  |  |  |  |  |
| |                                           |  |  |  |  |  |  |  |  |  |  |  |  |  |  |  |
| | 26. Rey Alfonso IX de León                |  |  |  |  |  |  |  |  |  |  |  |  |  |  |  |
| |                                           |  |  |  |  |  |  |  |  |  |  |  |  |  |  |  |
| |                                           |  |  |  |  |  |  |  |  |  |  |  |  |  |  |  |
| | 13. Señora Teresa Alfonso de León         |  |  |  |  |  |  |  |  |  |  |  |  |  |  |  |
| |                                           |  |  |  |  |  |  |  |  |  |  |  |  |  |  |  |
| |                                           |  |  |  |  |  |  |  |  |  |  |  |  |  |  |  |
| | 27. Doña Aldonza Martínez de Silva        |  |  |  |  |  |  |  |  |  |  |  |  |  |  |  |
| |                                           |  |  |  |  |  |  |  |  |  |  |  |  |  |  |  |
| |                                           |  |  |  |  |  |  |  |  |  |  |  |  |  |  |  |
| | 3. Señora Juana Núñez de Lara             |  |  |  |  |  |  |  |  |  |  |  |  |  |  |  |
| |                                           |  |  |  |  |  |  |  |  |  |  |  |  |  |  |  |
| |                                           |  |  |  |  |  |  |  |  |  |  |  |  |  |  |  |
| | 28. Lope Díaz II de Haro                  |  |  |  |  |  |  |  |  |  |  |  |  |  |  |  |
| |                                           |  |  |  |  |  |  |  |  |  |  |  |  |  |  |  |
| |                                           |  |  |  |  |  |  |  |  |  |  |  |  |  |  |  |
| | 14. Señor Diego López III de Haro         |  |  |  |  |  |  |  |  |  |  |  |  |  |  |  |
| |                                           |  |  |  |  |  |  |  |  |  |  |  |  |  |  |  |
| |                                           |  |  |  |  |  |  |  |  |  |  |  |  |  |  |  |
| | 29. Urraca Alfonso de León                |  |  |  |  |  |  |  |  |  |  |  |  |  |  |  |
| |                                           |  |  |  |  |  |  |  |  |  |  |  |  |  |  |  |
| |                                           |  |  |  |  |  |  |  |  |  |  |  |  |  |  |  |
| | 7. Señora Teresa de Haro                  |  |  |  |  |  |  |  |  |  |  |  |  |  |  |  |
| |                                           |  |  |  |  |  |  |  |  |  |  |  |  |  |  |  |
| |                                           |  |  |  |  |  |  |  |  |  |  |  |  |  |  |  |
| | 30. Conde Guillermo II de Bearne          |  |  |  |  |  |  |  |  |  |  |  |  |  |  |  |
| |                                           |  |  |  |  |  |  |  |  |  |  |  |  |  |  |  |
| |                                           |  |  |  |  |  |  |  |  |  |  |  |  |  |  |  |
| | 15. Princesa Constanza de Bearne          |  |  |  |  |  |  |  |  |  |  |  |  |  |  |  |
| |                                           |  |  |  |  |  |  |  |  |  |  |  |  |  |  |  |
| |                                           |  |  |  |  |  |  |  |  |  |  |  |  |  |  |  |
| | 31. Condesa Garsenda de Provenza          |  |  |  |  |  |  |  |  |  |  |  |  |  |  |  |
| |                                           |  |  |  |  |  |  |  |  |  |  |  |  |  |  |  |
| |                                           |  |  |  |  |  |  |  |  |  |  |  |  |  |  |  |

| Predecesor: Juan Núñez II de Lara        | Señor de Lara 1315-1350             | Sucesor: Nuño Díaz de Haro            |
| Predecesor: María Díaz de Haro           | Señor consorte de Vizcaya 1334-1350 | Sucesor: Nuño Díaz de Haro            |
| Predecesor: Pedro Fernández de Castro    | Mayordomo mayor del rey 1345-1350   | Sucesor: Nuño Díaz de Haro            |
| Predecesor: Juan el Tuerto               | Alférez del rey 1328-1332           | Sucesor: Juan Alfonso de Alburquerque |
| Predecesor: Juan Alfonso de Alburquerque | Alférez del rey 1336-1350           | Sucesor: Nuño Díaz de Haro            |